# Leptogaster concava
Leptogaster concava là một loài ruồi trong họ Asilidae. Leptogaster concava được Martin miêu tả năm 1964. Loài này phân bố ở vùng nhiệt đới châu Phi.